# Hilma Burt

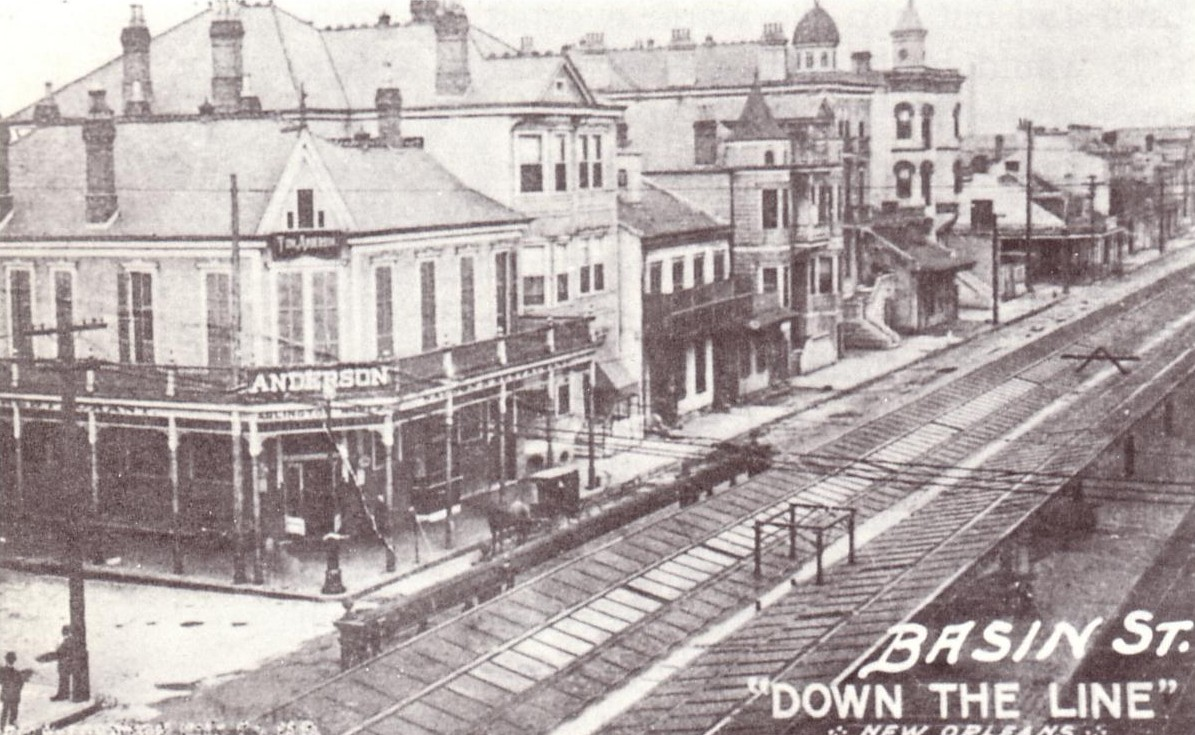
Basin Street, Nueva Orleans c.1909. El Anderson saloon está a la izquierda y el burdel de Hilma Burt es el edificio adyacente. Los otros edificios en el bloque son, de izquierda a derecha, los burdeles de Diana & Norma, Lisette Smith, Minnie White, Josie Arlington (con cúpula redondeada), Martha Clarke (edificio más pequeño y antiguo), el Mahogany Hall de Lulu White (con cúpula apuntada) y el Lulu White's Saloon.

Hilma Burt (A veces incorrectamente escrito Helma o Hilda Burthe o Burtte) fue una madam de burdel en Storyville, Nueva Orleans a inicios del siglo XX. Esta área, originalmente conocida como "El Distrito", permitió la prostitución legalizada de 1897 a 1917 convirtiéndose posiblemente en la zona de prostitución más conocida del país.

## Burdel
Burt era la amante del jefe político y representante del cuarto distrito ante la Legislatura Estatal (1904-1920), Tom Anderson. Burt había reemplazado a la también madam de burdel Josie Arlington como amante de Anderson. Se dice que Anderson ayudó a Burt a financiar la compra de Flo Meeker's Place en Basin Street. El burdel estaba ubicado en el núm. 209, al lado del establecimiento de Anderson, el Fair Play Saloon.
El burdel, un edificio de piedra de tres pisos, era uno de los más lujosos de la zona. Era conocido por su salón de baile con espejos en las paredes, con un  piano en el que tocaban músicos. Las chicas de la casa, vestidas a la moda con elegantes vestidos de noche, eran presentadas a los clientes en esta habitación. En la parte de atrás había un salón donde los clientes más importantes eran entretenidos. La casa contaba con una opulenta biblioteca con ediciones raras encuadernadas a mano y una colección de erótica internacional.
Burt tenía reglas estrictas que las mujeres que trabajaban allí debían seguir. Tenían prohibido jurar, fumar, y beber en exceso, con multas de 5 dólares por cada palabrota y 10 dólares por emborracharse.
En los inicios del siglo XX, un Storyville Blue Book podía ser adquirido por 25 centavos. Los libros azules eran publicaciones anuales creadas para turistas y aquellos no familiarizados con esta área de Nueva Orleans, se vendían en barberías, saloons y estaciones de ferrocarril en todo el distrito y contenían, por orden alfabético, los nombres de todas las prostitutas de Storyville. Las madam se identificaban en negrita e incluía información sobre los burdeles más populares, incluyendo fotografías del interior y exterior. En la edición de 1909, la casa de Burt es descrita como "un palacio insuperable".
La grandeza del burdel de lujo se desvaneció con los años y finalmente cerró cuando el distrito fue cerrado en 1917.

### Jelly Roll Morton
Burt contrató al compositor y pianista Jelly Roll Morton, entonces un joven, para entretener a los clientes. Estos le daban propinas al pianista y Morton lo consideraba una mala noche si recibía menos de cien dólares en propinas.

### Pretty Baby
La trama de la película de 1978 de Louis Malle Pretty Baby, protagonizada por Brooke Shields, Keith Carradine y Susan Sarandon, se basó en la vida de Violeta, una bastarda, engendrada por un cliente, que nació en el ático de la casa de citas de Burt.